# Križeča vas
Križeča vas je naselje v Občini Poljčane.
Križeča vas je strnjeno naselje, razprostrto na hribčku na levi strani dravinjske doline, oddaljeno slab kilometer severno od znanega zgodovinskega kraja Studenice, ter le za streljaj od studeniške podružne cerkve Sv. Lucije. 
Do vasi vodi vijugasta, mimo lepe kapelice ob gozdu pod cerkvijo Sv.Lucije in v blagi hrib speljana ozka cesta, ki po manj kot 500 m od križišča z regionalno cesto Poljčane - Makole v Studenicah, pripelje v središče vzorno urejenega kraja.
V vsej svoji lepoti in razkošnosti je Križeča vas kot celota najlepše vidna s stolpa na Boču. Kot da bi bila na dlani se bohoti tik ob vznožju štajerskega Triglava.